# Lambermont (Luik)
Lambermont is een plaats en deelgemeente van de Belgische gemeente Verviers. Tot Lambermont behoort ook het gehucht Francomont. Lambermont ligt in de provincie Luik en was tot 1 januari 1977 een zelfstandige gemeente.

## Geschiedenis
Lambermont behoorde tot het Hertogdom Limburg en de Ban van Herve. Lambermont was afhankelijk van de heerlijkheid Grand-Rechain en, vanaf 1648, van de familie De Woestenraedt. Lambermont werd tot driemaal toe door de Franse troepen verwoest, en wel in 1673, 1675 en 1684.
In 1797 werd Lambermont een zelfstandige gemeente, om in 1977 opgenomen te worden in de fusiegemeente Verviers.
Lambermont heeft vanaf einde 17e eeuw de lakenindustrie zien opbloeien langs de Vesder, vooral omdat de heffingen in het Hertogdom Limburg lager waren dan in het Prinsbisdom Luik, waartoe Verviers behoorde. Vooral in Francomont kwam deze nijverheid tot bloei, en bereikte in de 18e en 19e eeuw haar hoogtepunt. 

## Demografische ontwikkeling
- Bronnen:NIS, Opm:1831 tot en met 1970=volkstellingen, 1976= inwoneraantal op 31 december

## Bezienswaardigheden
- Sint-Bernarduskerk
- Kasteel van Joncmesnil

## Natuur en landschap
Lambermont ligt in het dal van de Vesder. Het maakt onderdeel uit van de agglomeratie van Verviers. De aanleg van de A27 in 1970 heeft veel van de landelijkheid teloor doen gaan. Ten behoeve van deze weg zijn ook enkele fraaie herenhuizen, zoal het Château Cremer-Petaheid gesloopt en werden de terrassen die uitzicht boden op Verviers sterk aangetast.

## Bekende inwoners
- Louis Zurstrassen (1892-1971), politicus en industrieel
- Léon Debatisse (1899 - 1974), politicus en syndicalist

## Nabijgelegen kernen
Hodimont, Petit-Rechain, Grand-Rechain, Wegnez, Purgatoire, Ensival
Deelgemeenten: Ensival · Heusy · Lambermont · Petit-Rechain · Stembert

Overige plaatsen: Au-Bois · Beau-Vallon · Francomont · Halleur · Hodimont · Mangombroux · Tribomont (deels)

Belgische gemeenten · arrondissement Verviers · provincie Luik · Wallonië